# Oslofjord Convention Center

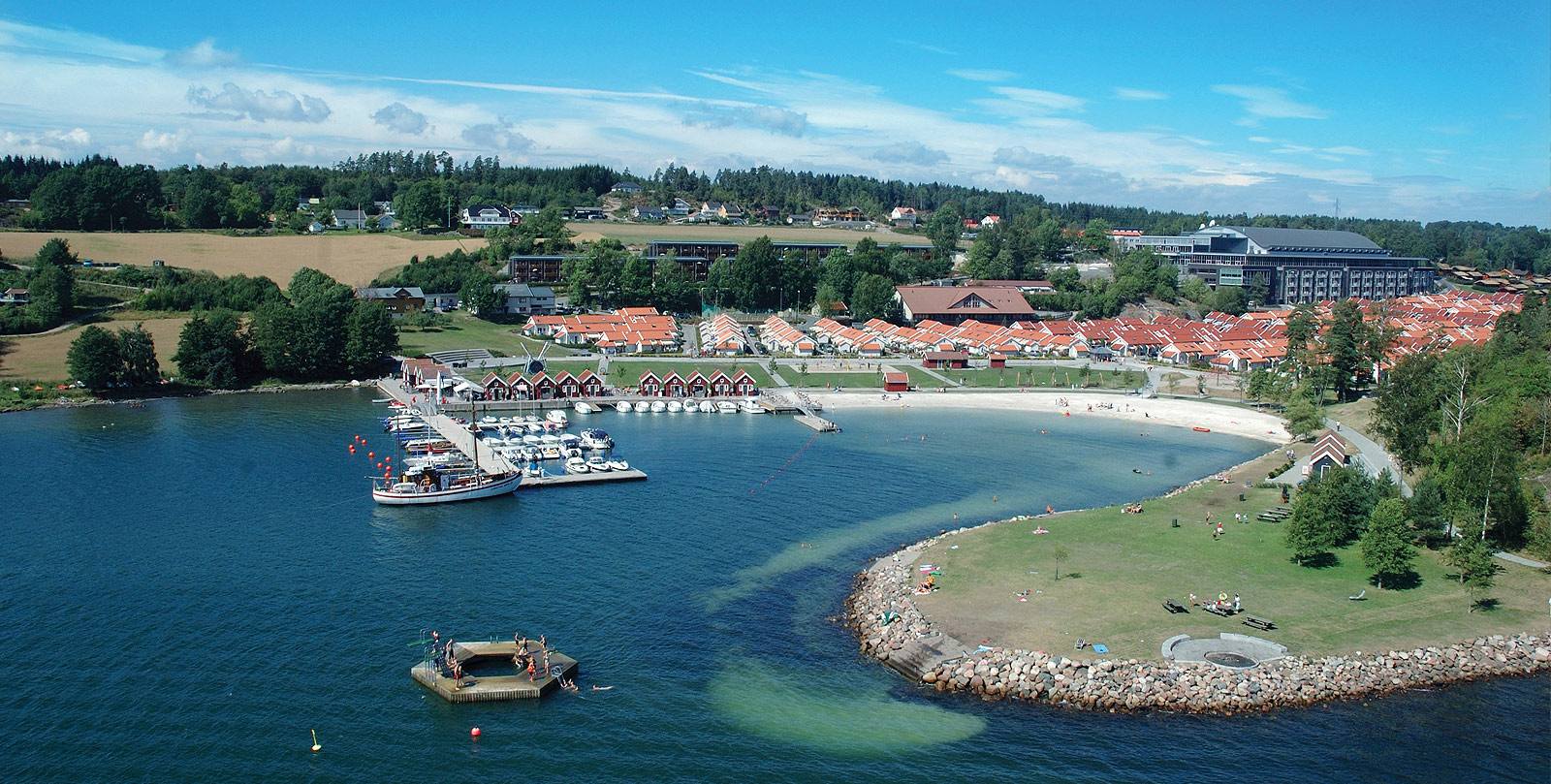
Das Konferenzzentrum liegt direkt am Ufer des Tønsbergfjords.

Das Oslofjord Convention Center ist ein Kongresszentrum in Melsomvik, einem Ortsteil der Kommune Sandefjord im norwegischen Fylke (Provinz) Vestfold. Es liegt am Westufer des Tønsbergfjords, der durch die Insel Nøtterøy von dem wenige Kilometer östlich verlaufenden Oslofjord getrennt ist.

## Geschichte
Im Jahr 1956 erwarb die heute unter dem Namen Brunstad Christian Church (im deutschsprachigen Raum: Die christliche Gemeinde) firmierende Freikirche den aufgelassenen Bauernhof Nedre Brunstad Gård am Fjordufer und baute ihn als Veranstaltungszentrum (zunächst) für eigene Zwecke aus, Unter anderem wurde ein Konferenzsaal für etwa 2000 Teilnehmer errichtet, die entweder in ehemaligen Militärbaracken oder auf einem Zeltplatz untergebracht wurden. Nachdem der Saal aufgrund des internationalen Wachstums der Kirche zu klein geworden war, wurde 1978 ein neuer für 4500 Personen errichtet, der in technischer Hinsicht wegweisend ausgestattet wurde. So erhielt er die damals modernste drahtlose Simultandolmetschanlage (via Infrarotübertragung, von der Firma Sennheiser), deren Kapazität sogar die des UN-Plenarsaals in New York übertraf und die zeitweilig auch an das norwegische Parlament ausgeliehen wurde.
In mehreren weiteren Ausbaustufen wurde die große Konferenzhalle für den Mehrzweckgebrauch weiter ausgebaut und jeweils auf den neuesten Stand der Technik gebracht.
Seit dem Jahr 2000 stand das Gelände unter dem Namen Brunstad Conference Center auch für externe Veranstaltungen zur Verfügung. Schrittweise erfolgte der weitere Ausbau der Hotelanlage. Deren Konzeption geht auf Niels Torp zurück, der bereits mehrere große Zweckbauten in Europa entwarf, z. B. das Terminalgebäude des Osloer Flughafens Gardermoen, das Hauptquartier von British Airways in Heathrow und die olympische Eissporthalle in Hamar. Parallel entstand ein Freizeit- und Sportzentrum, unter anderem mit Spielflächen für Eishockey, Fußball, Tennis, Volleyball usw.
Am 1. April 2011 wurde der Name geändert und die Anlage bekam ihre heutige Bezeichnung. Mit einer Kapazität von 2400 Zimmern für bis zu 12000 Gäste ist es laut eigenen Angaben die größte Hoteleinrichtung Europas. Der große Konferenzsaal bietet Platz für 6800 Personen.
Am 16. November 2021 wurde bekannt, dass das Oslofjord Convention Center den Besitzer wechselt und in eine eigene Stiftung überführt wird. Damit wurde die Abhängigkeit von der Glaubensgemeinschaft Brunstad Christian Church beendet. In einer Pressemitteilung des Oslofjord Convention Center hieß es: „Die neue Oslofjord-Stiftung wird rein kommerzielle Ziele verfolgen, um ein oder mehrere Konferenzzentren in Norwegen und/oder anderen Ländern zu verwalten, zu betreiben, zu entwickeln und zu besitzen. Die neue Stiftung erhält so einen Zweck unabhängig der Lebensanschauung und wird ein Ort für alle sein, die einen Wert darin sehen, einander zu begegnen.“

## Aktuelle Situation
Der frühere Eigentümer BCC ist auch heute häufig im OCC als Mieter zu Gast, darüber hinaus wird das Gelände für unterschiedlichste Zwecke genutzt, so unter anderem für Veranstaltungen anderer Kirchen, aber auch nationale und internationale Sportereignisse. Das OCC ist Mitglied der 2001 gegründeten Sponsor- og Eventforeningen (SEF), einem norwegischen Netzwerk von Unternehmen und Interessengruppen, die ihre Kompetenzen im Bereich des Sponsorings und der Eventgestaltung bündeln.

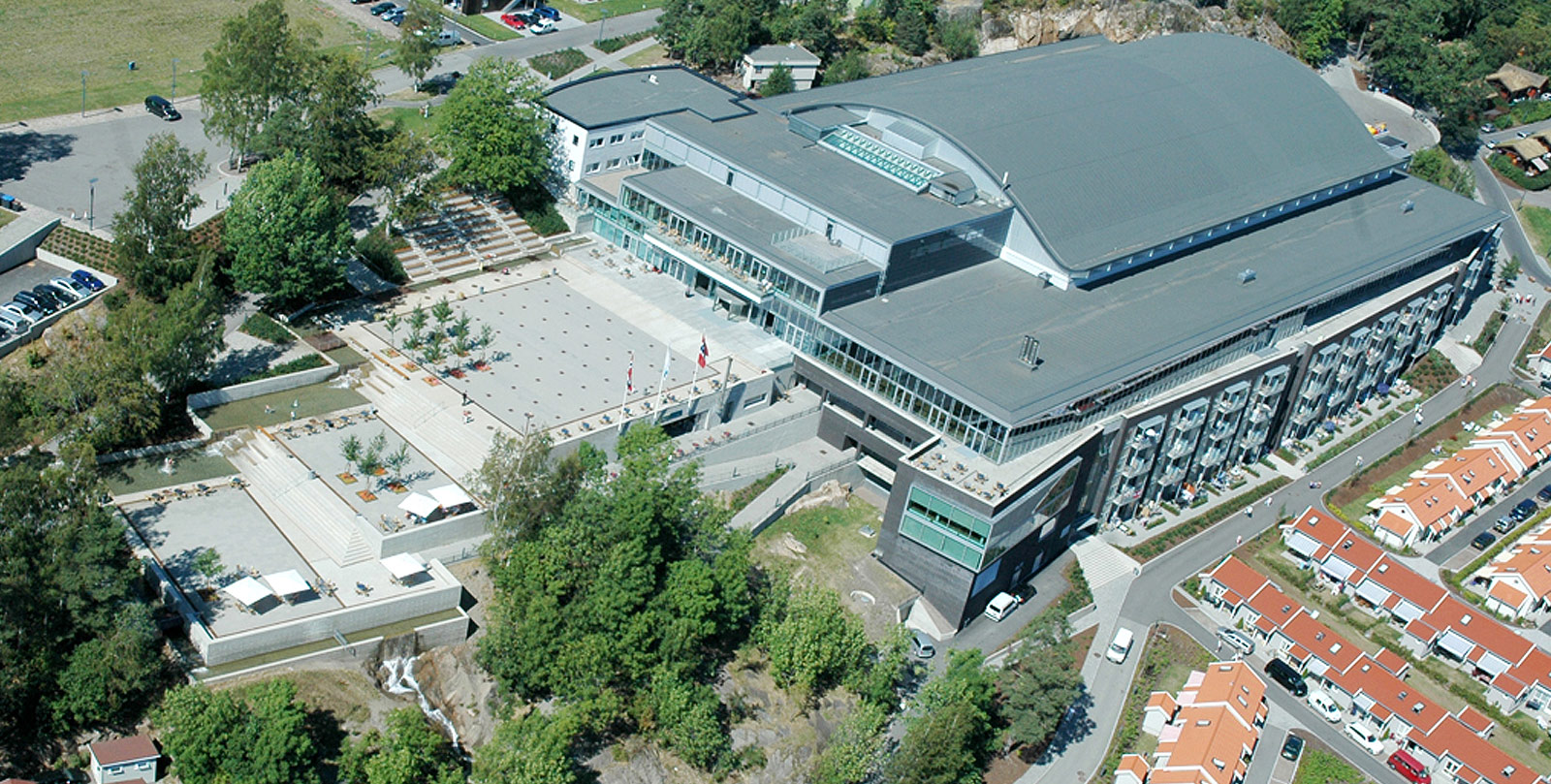
Konferenzhalle.
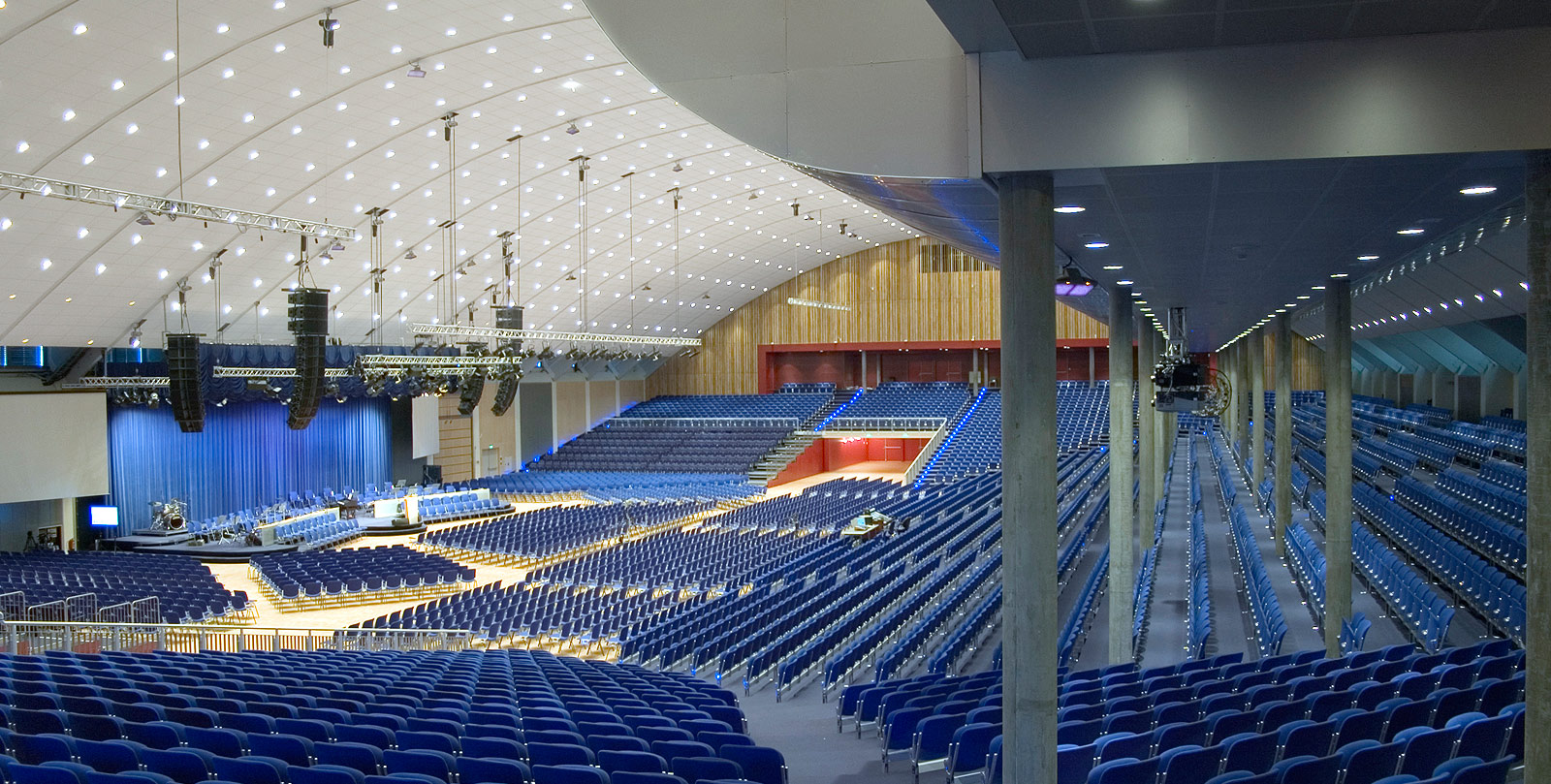
Großer Konferenzsaal ohne …
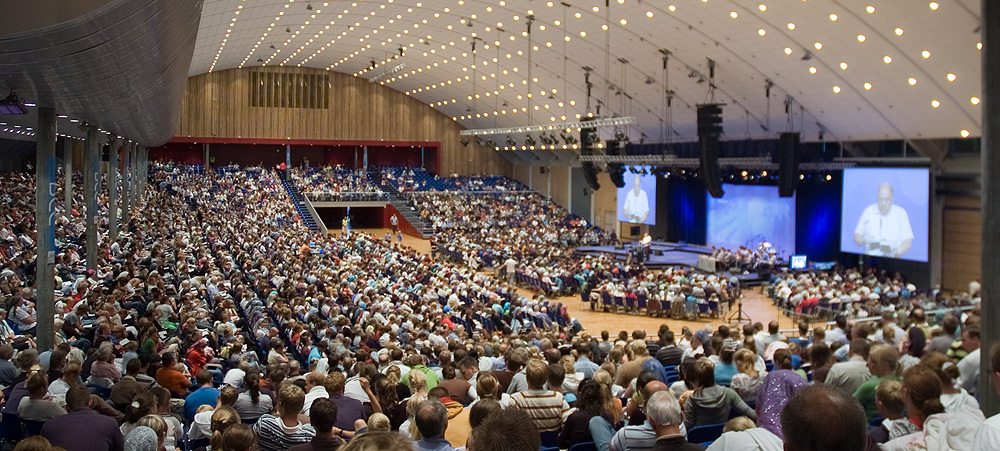
… und mit Publikum.
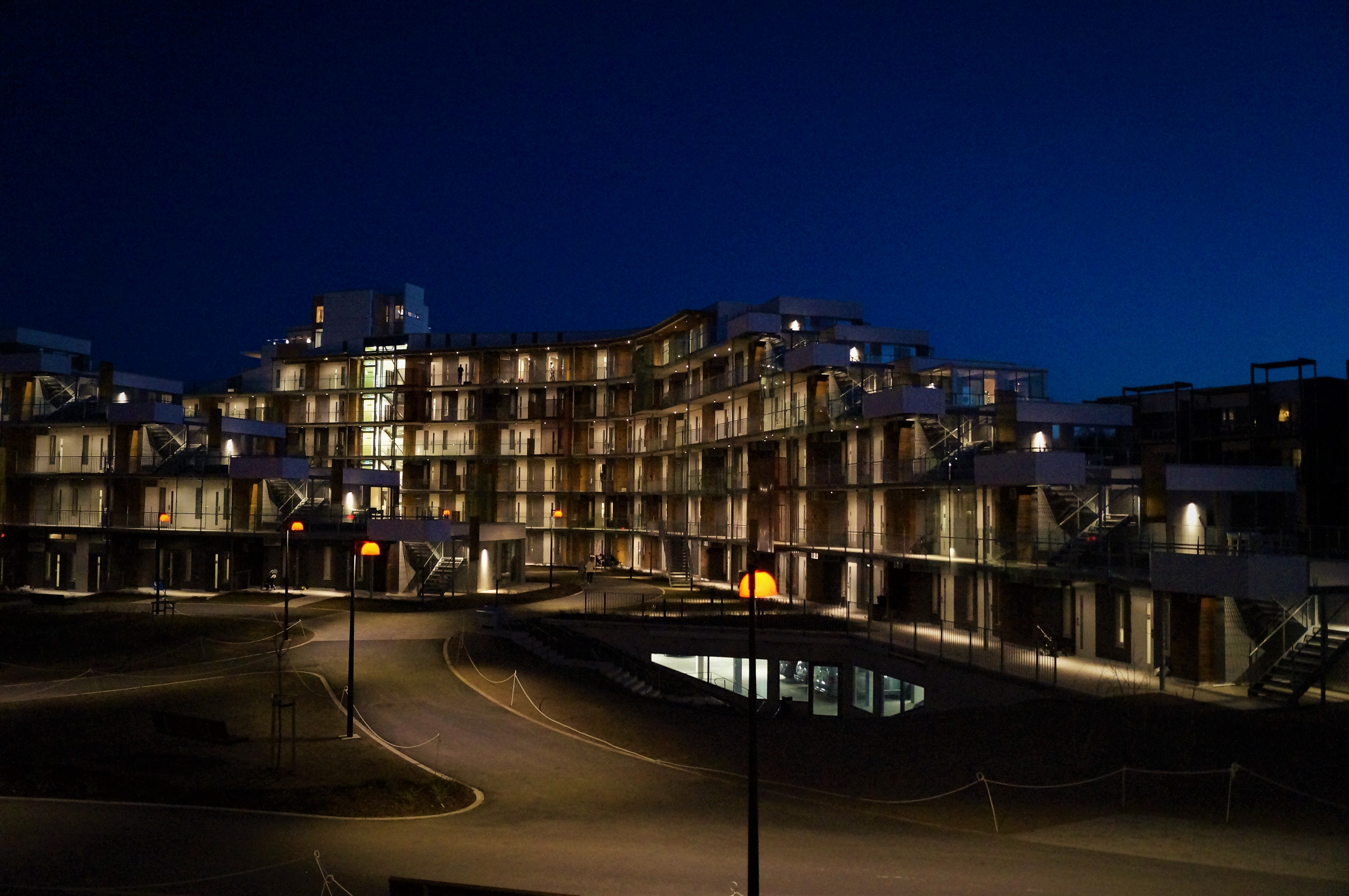
Die neuen Hotelbauten bei Nacht.